# Ђорђо Кјелини
Ђорђо Кјелини (итал. Giorgio Chiellini; Пиза, 14. август 1984) је бивши италијански фудбалер.

## Сениорска каријера

### Ливорно
У сезони 2000/01 када Ливорно улази у Серију Ц1, Кјелини дебитује за први тим. У тој сезони скупља три, а у следећој пет наступа. Рома у лето 2002. године откупљује пола његовог уговора за 3,1 милиона евра. Међутим, римски клуб га одмах враћа у Ливорно. У наредне две сезоне скупља 48 наступа и постиже 4 гола. У јуну 2004. године Ливорно потпуно откупљује уговор за 3 милиона евра. Скоро истовремено, најтрофејнији италијански клуб Јувентус га купује за 6,5 милиона евра.

### Фиорентина
Фиорентина исто лето откупљује пола његовог уговора за 3,5 милиона евра. Ту сезону, игра сјајно и у 42 наступа, успева постићи и 3 поготка. Добрим играма заслужује позив тадашњег италијанског селектора Марчела Липија.

### Јувентус
Јувентус одмах откупљује цео уговор за 4,3 милиона евра. Након слабијег старта сезоне, успева изборити место у стартној постави код тадашњег тренера Фабија Капела. Сакупља 23 наступа и осваја прву титулу првака Серије А. Након избацивања Јувентуса у Серију Б, остаје у клубу. Под вођством новог тренера, Дидије Дешама, услед многобројних повреда, прелази на позицију централног играча одбране.
Наредне сезоне, Клаудио Ранијери га почиње користити на позицији левог бочног, међутим, опет услед повреда осталих колега одбране, његова главна позиција постаје штопер. Игра сјајно и на крају сезоне носи епитет најбољег централног одбрамбеног играча у Италији. Највише захваљујући њему и препорођеном колеги из одбране, Николом Легротаљеом, екипа има другу најбољу одбрану у сезони 2007/08, упркос огромном броју пенала досуђених против Јувентуса. У лето исте године, продужава уговор до 2011.
Јувентус се враћа у Лигу шампиона након две сезоне, и Кјелини постиже свој први европски гол у каријери против Артмедије из Братиславе. На крају 2008. године добија  Италијански Фудбалски Оскар за најбољег дефанзивца у тој години. Одиграо је стандардно и наредну сезону уз једномесечну паузу због повреде.
Дана 23. новембра 2010. године је продужио уговор са Јувентусом који га са овим клубом веже до јуна 2015. године.

## Репрезентативна каријера
Кјелини је за италијанску репрезентацију дебитовао у новембру 2004. године у мечу са Финском и од тада је стандардни члан. Ипак до 2007. године, до када је имао право да игра за репрезентацију У-21, претежно је наступао за ту националну врсту. 2003. године је освојио Европско првенство до 19 година, а годину касније и бронзану медаљу на Олимпијским Играма у Атини. Сврстан је и у најбољи тим Европског првенства У-21 одржаног у Холандији 2007. године.
Био је на листи италијанских репрезентативаца позваних за Европско првенство у Аустрији и Швајцарској. Након повреде капитена Фабија Канавара, улази у почетни састав и до елиминације његове репрезентације, искоришћава шансу и игра сјајно, тако носећи епитет једног од најбољих Аззура на првенству.
У Квалификацијама за првенство света у Јужноафричкој Републици је зацементирао своје место у репрезентацији и уз то постигао и један гол у домаћој победи против Фарских Острва. Био је стандардан и на Купу Конфедерација одржаног 2009. у Јужноафричкој Републици. На Светском првенству је одиграо све три утакмице групне фазе.

## Трофеји

### Клуб
Јувентус
- Првенство Италије (8) : 2011/12, 2012/13, 2013/14, 2014/15, 2015/16, 2016/17, 2017/18, 2018/19.
- Серија Б (1) : 2006/07.
- Куп Италије (5) : 2014/15, 2015/16, 2016/17, 2017/18, 2020/21.
- Суперкуп Италије (5) : 2012, 2013, 2015, 2018, 2020.
- Лига шампиона : финале 2014/15, 2016/17.

### Репрезентација
Италија
- Европско првенство до 19 година (1) : 2003.
- Олимпијске игре : бронза 2004.
- Европско првенство: 2020.